# Maksymilian Rosenmann
Maksymilian Rosenmann (ur. 8 lutego 1889 w Pruchniku, zm. 1960 w Bielsku-Białej) – doktor medycyny, lekarz pediatra, autor pierwszej fizjologicznej teorii fibrynolizy.

## Życiorys
Urodził się w Pruchniku w powiecie jarosławskim w rodzinie Josefa Rosenmanna pruchnickiego handlarza i Rachel z domu Schnebaum. Przy urodzeniu otrzymał imiona Barech Mortche, lecz używał głównie imienia Maksymilian. W 1918 ukończył studia medyczne na Uniwersytecie Wiedeńskim. W latach 1914–1924 pracował w klinikach i szpitalach wiedeńskich, robiąc specjalizację w pediatrii.
W 1924 po powrocie do Polski osiadł na stałe w Bielsku. Rozpoczął pracę ordynatora Oddziału Chorób Dziecięcych Szpitala Powszechnego w Białej. W tym okresie często przebywał w Wiedniu, gdzie dokształcał się w specjalnościach klinicznych oraz kontynuował swoje badania naukowe nad krzepliwością krwi (układem fibrynolitycznym osocza). Okres Zagłady przetrwał na terenie okupacji sowieckiej i w głębi ZSRR – we Lwowie, Swierdłowsku (ob. Jekaterynburg) oraz w Uzbekistanie.
Po wojnie powrócił do Bielska, gdzie w latach 1946–1960 pracował jako ordynator Oddziału Dziecięcego Szpitala Miejskiego w Bielsku-Białej. Opublikował 19 prac naukowych, z czego 12 dotyczyło fibrynolizy oraz zagadnień pokrewnych. Został pochowany na cmentarzu żydowskim przy ul. Cieszyńskiej 92 w Bielsku-Białej (sektor B, rząd I, nr grobu 568).